# Funções trigonométricas inversas

Arcotangente.

Arcossecante e arcocossecante.

As funções trigonométricas inversas são as inversas de restrições apropriadas (restrições principais) das funções trigonométricas, usualmente são chamadas de função de arco pois retornam o arco correspondente a certa função trigonométrica.
| Nome            | Notação 1       | Notação 2      | Definição    | Domínio como função real | Imagem (em radianos)        |
| --------------- | --------------- | -------------- | ------------ | ------------------------ | --------------------------- |
| arco seno       | y = arcsen(x)   | y = sen-1(x)   | x = sen(y)   | [−1,+1]                  | −π/2 ≤ y ≤ π/2              |
| arco cosseno    | y = arccos(x)   | y = cos-1(x)   | x = cos(y)   | [−1,+1]                  | 0 ≤ y ≤ π                   |
| arco tangente   | y = arctg(x)    | y = tg-1(x)    | x = tg(y)    | R                        | −π/2 < y < π/2              |
| arco cotangente | y = arccot(x)   | y = cot-1(x)   | x = cotg(y)  | R                        | 0 < y < π                   |
| arco secante    | y = arcsec(x)   | y = sec-1(x)   | x = sec(y)   | [1,+∞[ ou ]−∞,-1]        | 0 ≤ y < π/2 ou π/2 < y ≤ π  |
| arco cossecante | y = arccosec(x) | y = cosec-1(x) | x = cosec(y) | ]−∞,−1] ou [1,+∞[        | −π/2 ≤ y < 0 ou 0 < y ≤ π/2 |

## Identidades
Algumas equações envolvendo funções trigonométricas inversas são importantes em uma série de aplicações e por isso recebem o nome de identidades. Exemplos são:
{\displaystyle {\text{arc sen }}x+{\text{arc cos x}}={\frac {\pi }{2}}}
{\displaystyle \cos({\text{arc sen }}x)={\sqrt {1-x^{2}}}}
{\displaystyle {\text{sen }}({\text{arc cos}}x)={\sqrt {1-x^{2}}}}
{\displaystyle {\text{tg }}({\text{arc sen }}x)={\frac {x}{\sqrt {1-x^{2}}}}}
{\displaystyle \sec({\text{arc tg }}x)={\sqrt {1+x^{2}}}}
Essas identidades podem ser obtidas usando de relações trigonométricas fundamentais em triângulos retângulos.